# جزیره اندربی
جزیره اندربی (به انگلیسی: Enderby Island) بخشی از مجمع‌الجزایر خالی از سکنه نیوزلندی اوکلند واقع در سمت جنوب جزیره جنوبی نیوزلند است. جزیره اندربی درست در سمت شمالی جزیره اوکلند، بزرگ‌ترین جزیره از مجمع الجزایر مذکور، واقع شده است.

## تاریخچه
کاشفان پُلی‌نِزیایی در طی قرن سیزدهم یا چهاردهم میلادی، تقریباً در زمانی که در جزایر اصلی نیوزلند مستقر شدند، به جزیره اندربی رسیدند. حفاری‌های باستان‌شناسی نشان‌دهنده حضور ایشان در خلیج شنی است. در این مکان سرپوشیده و نسبتاً قابل سکونت، که امکان دسترسی به کلونی فوک‌ها را فراهم می‌نمود، از حفاری‌های انجام‌شده بر روی زمین، آثاری از حضور ایشان همانند استخوان‌های فوک، شیر دریایی، ماهی، صدف، آلباتروس و مرغ باران نمایان شد. پُلی‌نزیایی‌ها یک یا چند تابستان را در آن‌جا سپری نموده و تیغه‌های تیز، ابزارها و قلاب‌های ماهی را از خود به جای گذاشتند.
پس از خروج پُلی‌نزیایی‌ها، جزایر اوکلند خالی از سکنه بودند تا این‌که در سال ۱۸۰۶ توسط آبراهام بریستو که کشتی شکار نهنگ اوشن (به انگلیسی: Ocean) را هدایت می‌نمود، کشف شد. او این جزیره را به نام صاحبان کشتی خود، ساموئل اندربی و پسران نام‌گذاری کرد.

## جانوران و گیاهان

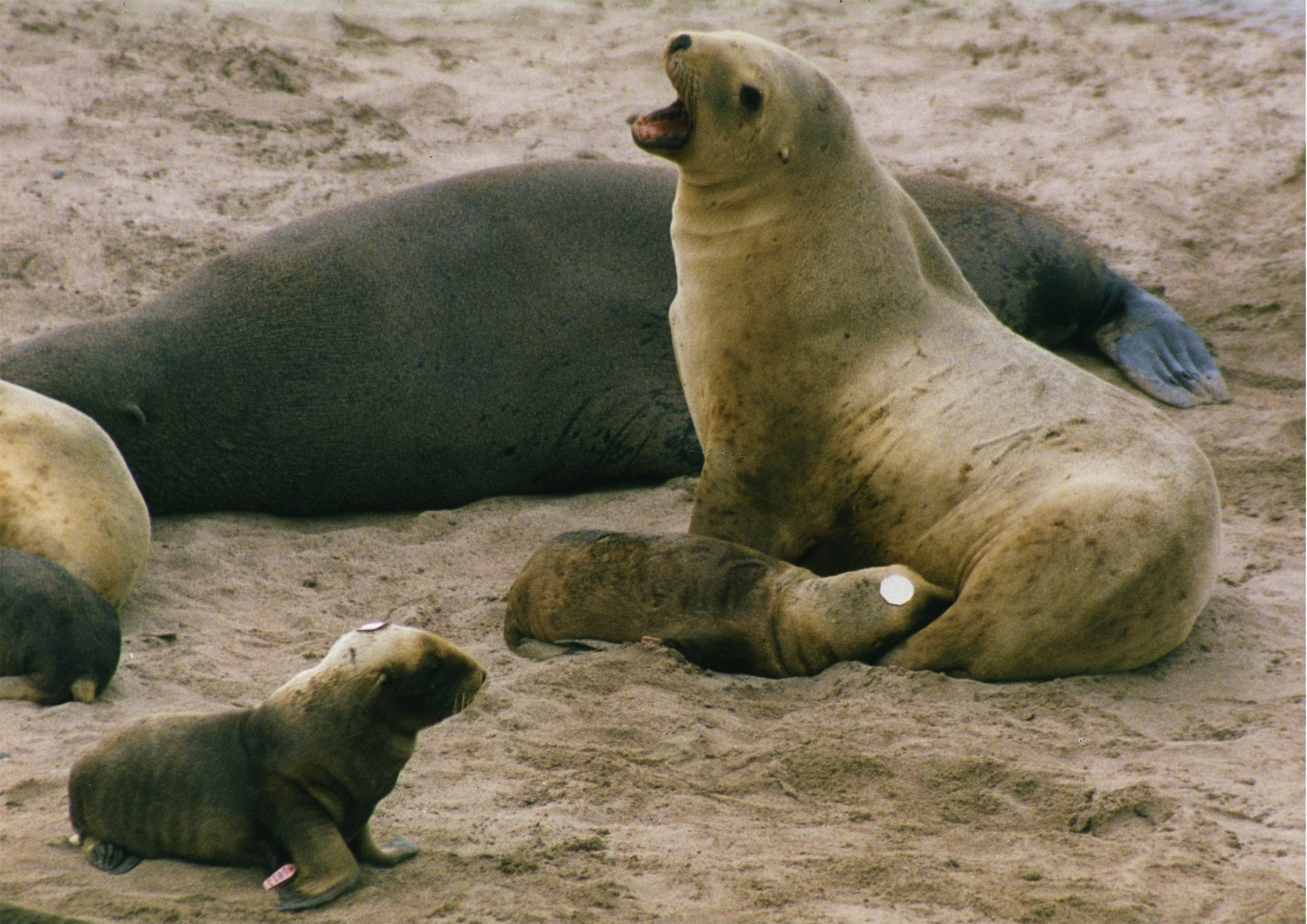
یک شیر دریایی نیوزیلندی در حال شیردادن به توله‌هایش در ساحل جزیره

### منطقه مهم پرندگان

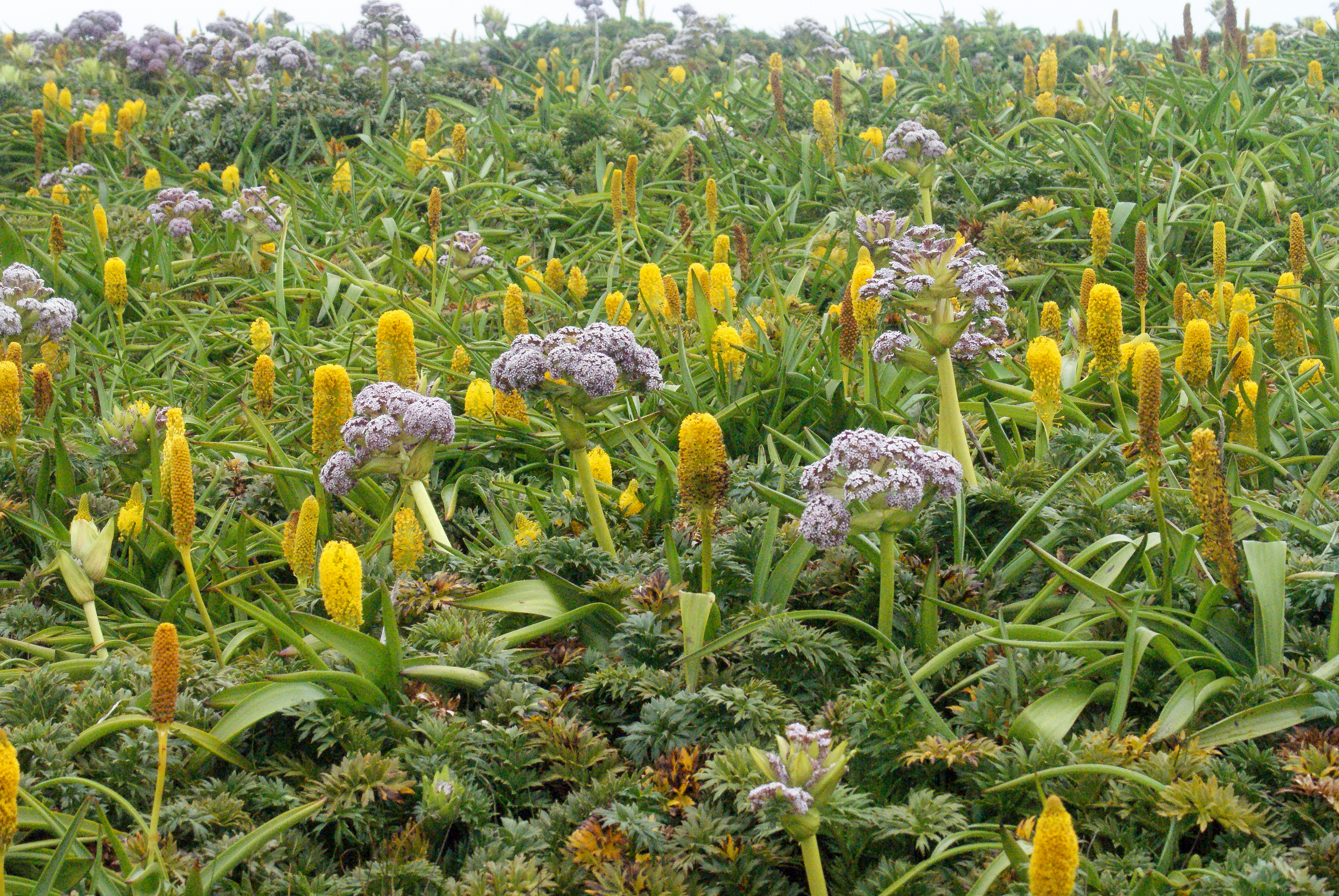
بزرگ‌علف‌ها در جزیره اندربی

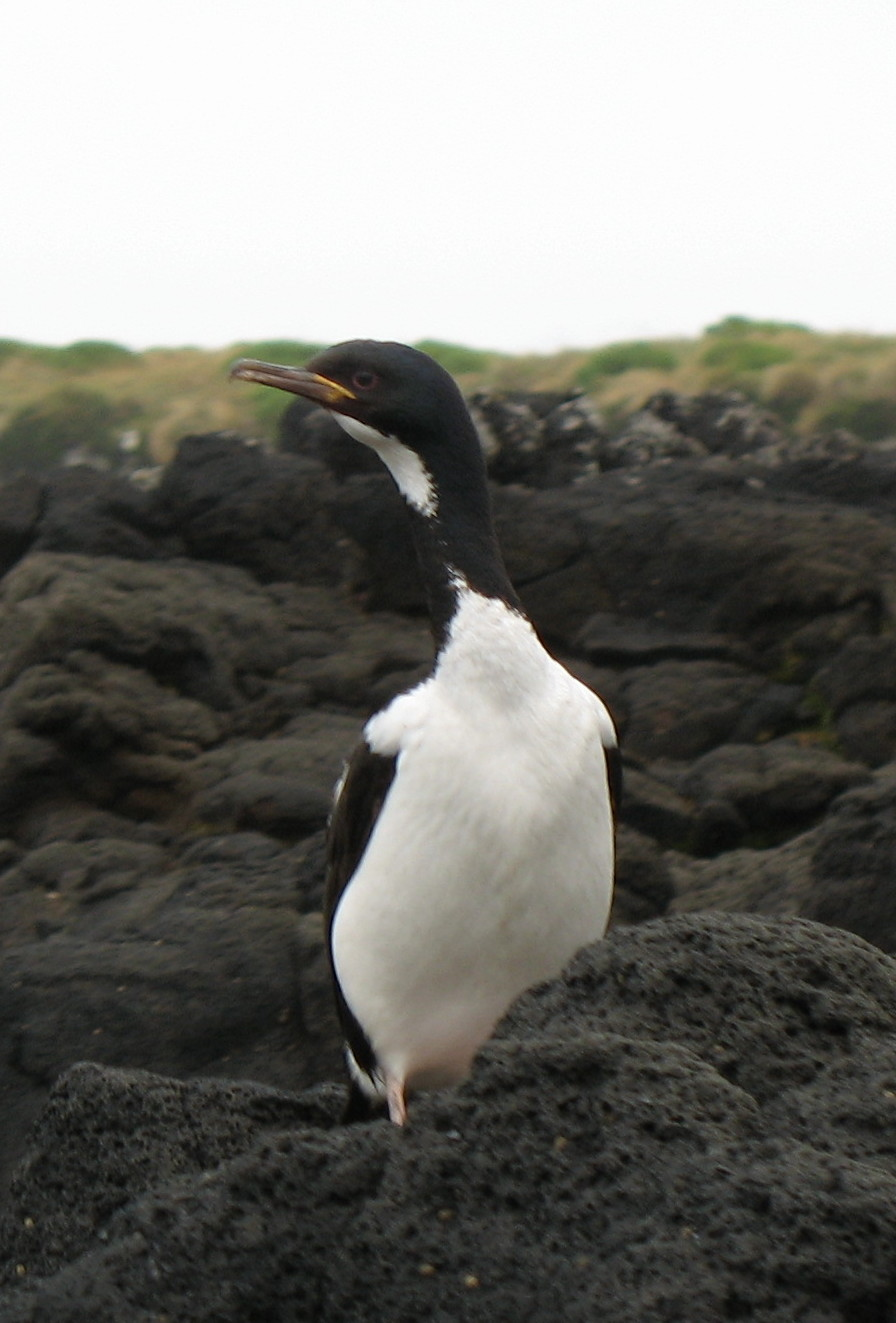
یک باکلان اوکلند در جزیره اندربی

در سال ۱۹۹۴، جزیره اندربی از گونه‌های غیر بومی جانوران همانند گاو، خوک، خرگوش و موش صحرایی (که به جزیره آورده شده بودند) پاکسازی شد و تا سال ۲۰۱۵ فراوانی حیات وحش در این جزیره، در مقایسه با جزیره اوکلند قابل توجه بود.
این جزیره بخشی از منطقه مهم پرندگان (آی‌بی‌ای) مجمع‌الجزایر اوکلند (به انگلیسی: Important Bird Area (IBA)) است که توسط انجمن جهانی پرندگان به‌دلیل اهمیت این مکان به‌عنوان مکان پرورش چندین گونه از پرندگان دریایی و همچنین باکلان اوکلند، خوتکای اوکلند و پاشلک نیوزیلندی، شناخته شده است.
از سایر گونه‌های حیات وحش می‌توان به کاکایی‌اقیانوسی قهوه‌ای، پیپت نیوزیلند، شیر دریایی نیوزیلندی، مرغ باران غول‌آسای شمالی و پنگوئن چشم‌زرد اشاره داشت. پوشش گیاهی غالب شامل جنگل راتا و بزرگ‌علف‌ها مانند هویج جزیره کمپبل است.
استخوان‌های پرندگان دوران هولوسن که از تپه‌های شنی در جزیره اندربی به‌دست می‌آیند، عمدتاً شامل پرندگان دریایی است که امروزه هنوز در جزایر اوکلند یافت می‌شوند، اما فراوانی گونه‌های خاص در طی زمان تغییر کرده است.